# Dembo Darboe
Dembo Darboe (ur. 17 sierpnia 1998 w Brikamie) – gambijski piłkarz grający na pozycji napastnika. Od 2021 jest zawodnikiem klubu Szachcior Soligorsk.

## Kariera piłkarska
Swoją piłkarską karierę Darboe rozpoczął w klubie Real Bandżul. W sezonie 2015/2016 zadebiutował w jego barwach w gambijskiej First Division. Grał w nim przez dwa lata i w 2017 przeszedł do senegalskiego ASEC Ndiambour. Jego zawodnikiem był do zakończenia sezonu 2018/2019.
W sierpniu 2019 Darboe został zawodnikiem północnmacedońskiego KF Shkupi. Swój debiut w nim zaliczył 10 sierpnia 2019 w wygranym 2:0 domowym meczu z Borecem Wełes. W sezonie 2020/2021 wywalczył ze Shkupi wicemistrzostwo Macedonii Północnej.
W styczniu 2021 Derboe został sprzedany za 700 tysięcy euro do białoruskiego Szachciora Soligorsk. Swój debiut w nim zanotował 13 marca 2021 w zwycięskim 1:0 domowym meczu z FK Mińsk i debiucie strzelił gola. W sezonie 2021 wywalczył z Szachciorem mistrzostwo Białorusi, a z 19 golami został królem strzelców białoruskiej ligi.
| Sezon   | Klub                | Kraj               | Rozgrywki            | Mecze | Gole |
| ------- | ------------------- | ------------------ | -------------------- | ----- | ---- |
| 2015/16 | Real Bandżul        | Gambia             | First Division       | ?     | ?    |
| 2016/17 | Real Bandżul        | Gambia             | First Division       | ?     | ?    |
| 2017/18 | ASEC Ndiambour      | Senegal            | Championnat National | ?     | ?    |
| 2018/19 | ASEC Ndiambour      | Senegal            | Championnat National | ?     | ?    |
| 2019/20 | KF Shkupi           | Macedonia Północna | Prwa liga            | 23    | 2    |
| 2020/21 | KF Shkupi           | Macedonia Północna | Prwa liga            | 18    | 16   |
| 2021    | Szachcior Soligorsk | Białoruś           | Wyszejszaja liha     | 29    | 19   |

## Kariera reprezentacyjna
W reprezentacji Gambii Darboe zadebiutował 9 października 2021 w przegranym 1:2 towarzyskim meczu ze Sierra Leone, rozegranym w Al-Dżadidzie. W 2022 roku został powołany do kadry na Puchar Narodów Afryki 2021. Rozegrał na nim jeden mecz, grupowy z Mauretanią (1:0).